# Kirchdorf (Alta Baviera)
Kirchdorf è un comune tedesco di 1 295 abitanti, situato nel land della Baviera.